# San Juancito
San Juancito är en ort i Honduras.   Den ligger i departementet Departamento de Francisco Morazán, i den centrala delen av landet, 21 km nordost om huvudstaden Tegucigalpa. San Juancito ligger 1 254 meter över havet och antalet invånare är 895.
Terrängen runt San Juancito är kuperad åt nordost, men åt sydväst är den bergig. Runt San Juancito är det ganska tätbefolkat, med 144 invånare per kvadratkilometer. Närmaste större samhälle är San Juan de Flores, 6,6 km nordost om San Juancito.  